# Districtes de Ruanda
Aquest és un article sobre els districtes de Ruanda. Les cinc províncies de Ruanda es divideixen en 30 districtes (kinyarwanda: uturere, sing. akarere). Alhora cada districte es divideix en sectors (Kinyarwanda: imirenge, sing. umurenge), que alhora es divideixen en cel·les (Kinyarwanda: utuguari, sing. akagari), i que alhora es divideixen en villages (Kinyarwanda: imidugudu, sing. umudugudu).
Abans de 2002, Ruanda Rwanda estava dividida en prefectures, subprefectures (que de vegades s'anomenaven "districtes") i 154 comunes (Kinyarwanda: imiyji, sing. umuyji). En 2002 les comunes foren substituïdes per dues classes de divisions anomenades districtes i municipis (Kinyarwanda: akarere i umujyi). En 2006 el nombre de districtes fou reduït de 106 a 30.
Els districtes són mostrats dessota, agrupats per províncies.

## Comunes de Ruanda (abans de 2002)

Comunes de Ruanda abans de 2002, després de la formació de la prefectura d'Umutara en 1996.

## Llista de districtes per província

### Província de l'Est

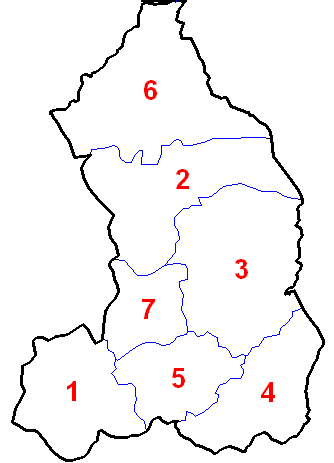
Districtes de la Província de l'Est

1. Bugesera
2. Gatsibo
3. Kayonza
4. Kirehe
5. Ngoma
6. Nyagatare
7. Rwamagana

### Kigali

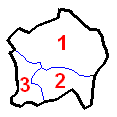
Districtes de Kigali

1. Gasabo
2. Kicukiro
3. Nyarugenge

### Província del Nord

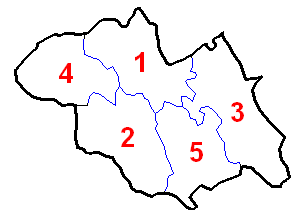
Districets de la província del Nord

1. Burera
2. Gakenke
3. Gicumbi
4. Musanze
5. Rulindo

### Província del Sud

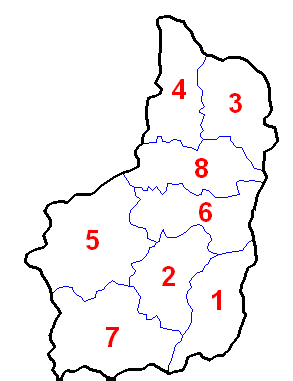
Districtes de la província del Sud

1. Gisagara
2. Huye
3. Kamonyi
4. Muhanga
5. Nyamagabe
6. Nyanza
7. Nyaruguru
8. Ruhango

### Província de l'Oest

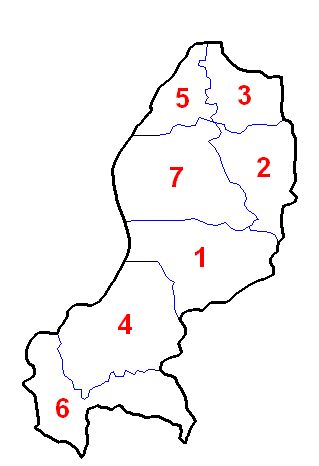
Districtes de la província de l'Oest

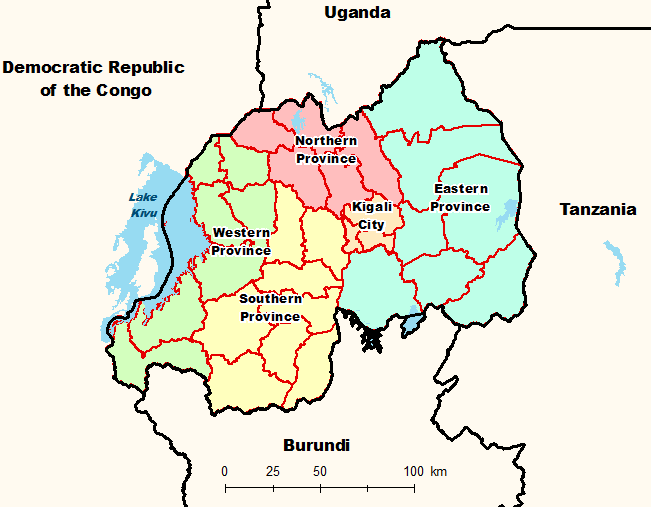
Districtes de Ruanda

1. Karongi
2. Ngororero
3. Nyabihu
4. Nyamasheke
5. Rubavu
6. Rusizi
7. Rutsiro

## Llista d'antics districtes per província (2002–2006)

### Ciutat de Kigali
1. Nyarugenge
2. Nyamirambo
3. Butamwa
4. Gisozi
5. Kacyiru
6. Kanombe
7. Kicukiro
8. Gikondo

### Província rural de Kigali
1. Ciutat de Kabuga
2. Bicumbi
3. Gashora
4. Ngenda
5. Nyarnata
6. Shyorongi
7. Rushashi
8. Rulindo
9. Buliza
10. Gasabo

### Província de Gitarama
1. Ciutat de Gitarama
2. Ruyumba
3. Ntongwe
4. Ciutat de Ruhango
5. Kabagari
6. Ntenyo
7. Muhanga
8. Ndiza
9. Kayumbu
10. Kamonyi

### Província de Butare
1. Ciutat de Butare
2. Save
3. Mugombwa
4. Kibingo
5. Nyakizu
6. Maraba
7. Kiruhura
8. Ciutat de Nyanza
9. Nyamure
10. Gikonko

### Província de Gikongoro
1. Ciutat de Gikongoro
2. Mubuga
3. Nshili
4. Mudasomwa
5. Mushubi
6. Kaduha
7. Karaba
8. Rwamiko

### Província de Cyangugu
1. Ciutat de Cyangugu
2. Impala
3. Nyamasheke
4. Gatare
5. Bukunzi
6. Bugarama
7. Gashonga

### Ciutat de Kibuye
1. Ciutat de Kibuye
2. Gisunzu
3. Rutsiro
4. Budaha
5. Itabire
6. Rusenyi

### Província de Gisenyi
1. Ciutat de Gisenyi
2. Cyanzarwe
3. Mutura
4. Gasiza
5. Kageyo
6. Nyagisagara
7. Gaseke
8. Kayove
9. Kanama
10. Nyamyumba

### Província de Ruhengeri
1. Ciutat de Ruhengeri
2. Bugarura
3. Nyarutovu
4. Bukonya
5. Buhoma
6. Mutobo
7. Kinigi
8. Bukamba
9. Butaro
10. Cyeru
11. Nyamugali

### Província de Byumba
1. Ciutat de Byumba
2. Kisaro
3. Kinihira
4. Bungwe
5. Rushaki
6. Rebero
7. Ngarama
8. Humure
9. Rwamiko

### Província d'Umutara
1. Ciutat d'Umutara
2. Bugaragara
3. Kabare
4. Gabiro
5. Rukara
6. Murambi
7. Kahi
8. Muvumba

### Província de Kibungo
1. Ciutat de Kibungo
2. Kigarama
3. Mirenge
4. Ciutat de Rwamagana
5. Muhazi
6. Kabarondo
7. Cyarubare
8. Rukira
9. Nyarubuye
10. Rusumo